# Pterostichus tuberifer
Pterostichus tuberifer is een keversoort uit de familie van de loopkevers (Carabidae). De wetenschappelijke naam van de soort is voor het eerst geldig gepubliceerd in 2006 door Sasakawa In Sasakawa & Kubota.